# لويس ميراندا
لويس ميراندا هو رسام إكوادوري، ولد في 1932، وتوفي في 2016.